# Roger la Honte (film, 1913)
Pour les articles homonymes, voir Roger la Honte.
Pour plus de détails, voir Fiche technique et Distribution.
Roger La Honte est un film français muet réalisé par Adrien Caillard sorti en 1913.

## Synopsis
Roger Laroque (Paul Capellani) s'accuse d'un crime qu'il n'a pas commis et est condamné au bagne d'où il s'évadera. Quelques années plus tard, il revient pour démasquer le véritable meurtrier.

## Fiche technique
- Réalisation  et adaptation : Adrien Caillard, d’après le roman éponyme de Jules Mary (1887)
- Société de production : Pathé Frères
- Pays : France
- Format : Muet - Noir et blanc - 1,33:1 - 35 mm
- Métrage : 2 125 m
- Genre : Drame
- Durée : inconnue
- Date de sortie : 
  -  France - 5 septembre 1913 à Omnia Pathé, Paris

Sources : IMDb et Fondation JérômeSeydoux

## Distribution
- Paul Capellani : Roger Laroque dit Roger la Honte
- Georges Dorival : Luversan
- Georges Saillard : l'avocat de Noirville
- René Maupré : Raymond de Noirville
- Georges Tréville
- Germaine Dermoz : Julie
- Jean Hervé
- Andrée Pascal  : Suzanne
- Henri Collen : L'usurier Gerbier
- Maria Fromet : Suzanne enfant
- Maximilien Charlier
- Sarah Davids  : Henriette